# كريستيان ماير
كريستيان ماير (بالإنجليزية: Christian Meier)‏ ولد بتاريخ 21 فبراير 1985 في ساسكس، نيو برونزويك، كندا، هو دراج كندي في صنف سباق الدراجات على الطريق.

## روابط خارجية
- كريستيان ماير على موقع الاتحاد الألماني للألترا ماراثون (الإنجليزية)
- كريستيان ماير على موقع الاتحاد الدولي للدراجات (الإنجليزية)
- كريستيان ماير على موقع أرشيف الدراجات (الإنجليزية)
- كريستيان ماير على موقع إحصائيات الدراجات الإحترافية (الإنجليزية)
- كريستيان ماير على موقع نسبة الدراجات (الإنجليزية)
- كريستيان ماير على موقع الرابطة الدولية لركض المسار (الإنجليزية)